# سلینا (اوهایو)
سلینا(به انگلیسی: Celina) شهری در ایالت اوهایو کشور ایالات متحده آمریکا است که جمعیت آن در سرشماری سال ۲۰۱۰ میلادی، ۱۰٬۴۰۰ نفر بوده‌است.